# Bernard Guillou
Pour les articles homonymes, voir Guillou.
 (septembre 2013).
Bernard Guillou est un réalisateur et scénariste français né le 30 janvier 1933.

## Filmographie
Réalisateur
- 1966 : Une starlette au haras (court-métrage) (réalisation + scénario)
- 1973 : Les Mécontents (TV) (réalisation)
- 1980 : Une nuit rêvée pour un poisson banal (réalisation + scénario)
- 1983 : Un chien dans un jeu de quilles (réalisation + scénario)

Assistant Réalisateur
- 1967 : Un idiot à Paris, de Serge Korber
- 1969 : À propos de la femme de Claude Pierson
- 1971 : Sur un arbre perché de Serge Korber